# Jdaidet el Matn
Jdaidet el Matn (arabiska: جديدة المتن) är en distriktshuvudort i Libanon.   Den ligger i guvernementet Libanonberget, i den centrala delen av landet, i huvudstaden Beirut. Jdaidet el Matn ligger 32 meter över havet och antalet invånare är 82 000.
Terrängen runt Jdaidet el Matn är kuperad åt sydost, men åt nordväst är den platt. Havet är nära Jdaidet el Matn åt nordväst.Runt Jdaidet el Matn är det mycket tätbefolkat, med 2 345 invånare per kvadratkilometer.. Närmaste större samhälle är Beirut, 6,6 kilometer väster om Jdaidet el Matn. 